# Église Saint-Mercurial de Vielle-Louron
L'église Saint-Mercurial de Vielle-Louron est une église catholique située à Vielle-Louron, dans le département français des Hautes-Pyrénées en France .

## Localisation
L'église est située dans le département français des Hautes-Pyrénées, sur la commune de Vielle-Louron.

## Historique
L'église abrite les reliques de saint Mercurial, chevalier aragonais mort ici lors d'un combat contre les Sarrasins au XIe siècle. Son cousin germain, Calixte, et autre saint local, a donné son nom à l'église de Cazaux-Fréchet-Anéran-Camors.
Le massif occidental, la nef et l'absidiole nord datent de l'époque romane. Cette dernière devint la sacristie en 1593 (date sur le linteau). À l'intérieur, superbe décor de peintures sur lambris et murales réalisées au XVIe siècle.

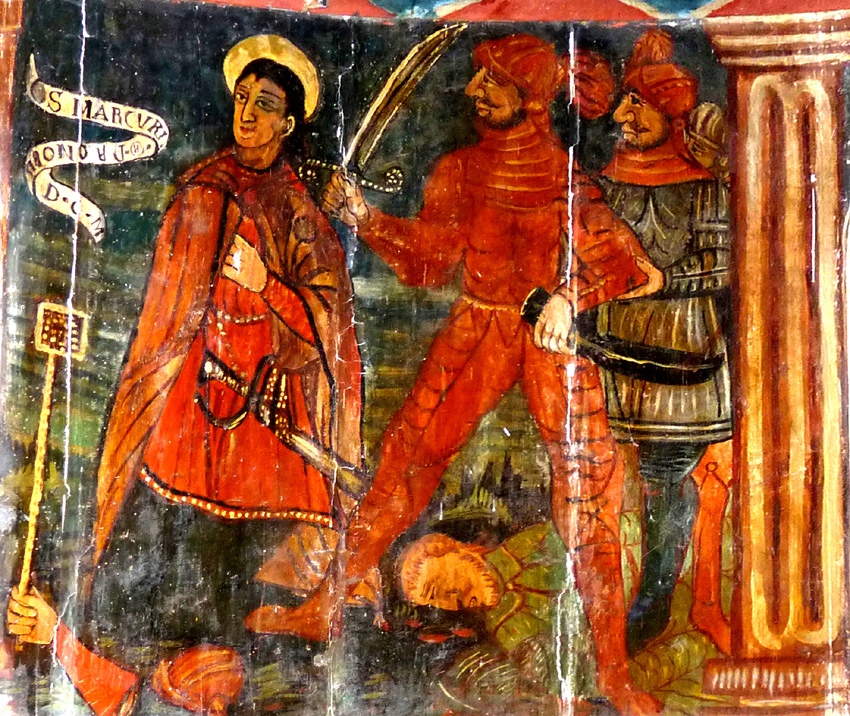
Mise à mort de saint Mercurial par les Maures. Peinture sur bois (XVIe siècle, anonyme).

L'édifice est classé au titre des monuments historiques en 1979.